# Л-23
Л-23 — советский дизель-электрический подводный минный заградитель типа «Ленинец» серии XIII-1938.

## История корабля
Лодка была заложена 17 октября 1938 года на заводе № 198 в Николаеве, заводской номер 353. 29 апреля 1940 года спущена на воду, к началу Великой Отечественной войны достраивалась. За месяц на корабль было установлено вооружение и оборудования. 27-28 июля 1941 года лодка, не проходившая вообще никаких испытаний, совершила ранее невиданный переход своим ходом из Николаева в Севастополь. На борту находилась сдаточная команда во главе со старшим строителем Д. В. Сталоверовым. Поход окончился благополучно.
Позднее лодка прошла испытания у Кавказского побережья. 31 октября 1941 года вступила в строй и вошла в состав Черноморского флота.
Подводная лодка "Л-23" семь раз прорывалась в осажденный Севастополь. В последнем рейсе в июне 1942 года на Л-23 из Севастополя эвакуировались руководящие работники горкома партии во главе с первым секретарем Б. А. Борисовым, председателем городского Комитета обороны, группа командиров флота и среди них контр-адмирал В. Г. Фадеев, капитан 1-го ранга А. Г. Васильев, командир 7-й бригады морской пехоты полковник Е. И. Жидилов, начальник политотдела Приморской армии бригадный комиссар Л. П. Бочаров.
Всего за годы войны совершила 15 боевых походов, суммарно 256 суток. Произвела 3 торпедных атаки с выпуском 11 торпед, в результате одной из них был повреждён немецкий танкер «Оссаг» (2793 брт), причём атака происходила при волнении 5 баллов, и попавшая торпеда выскочила из воды и взорвалась от удара в надводный борт. Выполнила 4 минных постановки, выставила 80 мин. На минах Л-23 предположительно подорвался десантный корабль F121, затонувший при буксировке. Л-23 выполнила также 7 рейсов в осаждённый Севастополь, доставив 363,3 тонны боеприпасов, 263,5 тонны продовольствия, 73,6 тонны бензина и девятерых человек, эвакуировав 165 человек.
1 января 1944 года Л-23 вышла в поход, 18 января её обнаружила немецкая десантная баржа F-539, обстрелявшая перископ из 20-мм орудия и сбросившая одну глубинную бомбу. Было ли это причиной гибели лодки, или нет — так и не установлено. Позднейших известий о судьбе Л-23 нет.

## Командиры
- 1940—1942: В. Л. Шатский — снят, переведён в морскую пехоту, погиб во время высадки десанта в 1943 году.
- 1941—1942: Н. Д. Новиков — командир дивизиона, временно командовал лодкой.
- 1942—1944: капитан 3 ранга И. Ф. Фартушный[2] — переведён с должности командира С-31.